# (274843) Михаил Петренко

(274843) Михаил Петренко (274843 Mykhailopetrenko) — астероид главного пояса, был открыт в ночь с 24 на 25 августа 2009 кандидатом физико-математических наук Юрием Иващенко и его соратником Петром Остафийчуком. Назван в честь поэта — романтика первой половины ХІХ столетия Михаила Николаевича Петренко.
(274843) Mykhailopetrenko = 2009 QF30
8 октября 2014 Международным центром малых планет (MPC) при МАС официально подтверждено присвоение астероиду 274843 имени Mykhailopetrenko (регистрационный номер MPC 90380).